# Вай (коммуна)
Вай (фр. Wail) — коммуна во Франции, входит в регион О-де-Франс, департамент Па-де-Кале, округ Монтрёй, кантон Оси-ле-Шато. 

## География
Расположена на реке Канш, в 14 км по автодорогам к северу от города Оси-ле-Шато и в 32 км по автодорогам к юго-востоку от города Монтрёй.
Граничит с коммунами Вьей-Эден, Вильман, Фийевр, Галамец, Кё-О-Мениль и Вакерьет-Эркьер.
Коммуна состоит из основной части застройки, а также деревни Катрево (Quatrevaux) и отдельно стоящей фермы, расположенных к юго-западу от основной застройки.

## История
Впервые упоминается в 1066 году в форме Wadhil.
С 1793 по 1801 годы коммуна была центром кантона Вай района Монтрёй департамента Па-де-Кале. Затем до 1816 года коммуна была центром кантона Вай округа Сен-Поль, после чего кантон изменил название на Ле-Парк с переносом центра. С 1926 года — в округе Аррас. В начале 2007 года кантон вместе с коммуной был передан округу Монтрёй, а в 2015 году после кантональной реформы коммуна вошла в состав кантона Оси-ле-Шато.

## Достопримечательности и инфраструктура

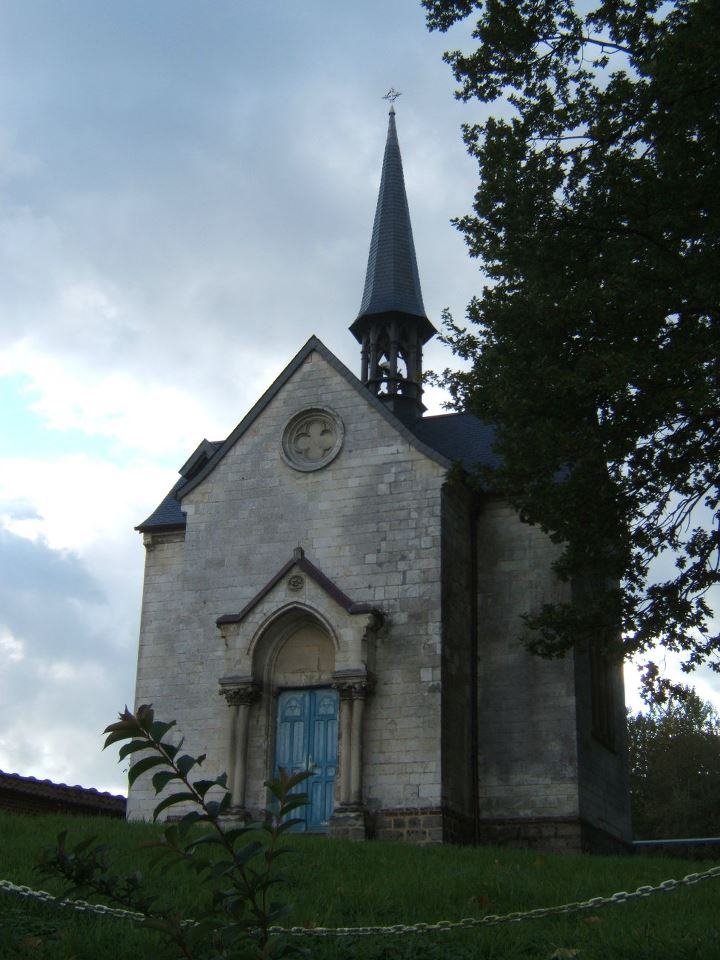
Часовня Отклоков

- Католическая церковь святого Мартина XVIII века.
- Мэрия, оборудованная в 2019 году в здании бывшей пресвитерии.
- Зал собраний.
- Усадьба Отклоков (Hauteclocque), и напротив неё католическая часовня, реконструированная в 1867 году.
- Ресторан «La Clef des Chants».
- Рыбоводческое хозяйство на прудах на лугах Валентина.
- Частный сад «Le jardin des hayures»[4] в деревне Катрево.
- Памятник павшим.
- Сельское кладбище.

## Экономика
Средний располагаемый доход на человека в 2020 году составлял 20710 евро. Уровень безработицы в 2019 году — 14,5 % (в 2013 году — 7,1 %, в 2008 году — 9,5 %). Из 173 жителей в возрасте от 15 до 64 лет — 57,8 % работающих, 9,8 % безработных, 10,4 % учащихся, 7,5 % пенсионеров и 14,5 % других неактивных. Из 102 работающих 18 работали в своей коммуне, 84 — в другой. 88,2 % работающих добирались на работу на автомобиле, а 8,8 %, наоборот, работали из дома.
Структура предприятий (всего 20) и рабочих мест (всего 5) в коммуне по состоянию на 31 декабря 2015 года:
- сельское хозяйство — 48,0 %
- промышленность — 0,0 %
- строительство — 4,0 %
- торговля, транспорт и сфера услуг — 36,0 %
  - в том числе торговля и ремонт автомобилей — 8,0 %
- государственные и муниципальные службы — 12,0 %

В сельском хозяйстве было три микропредприятия в сумме с 3 наёмными работниками, остальные 6 учреждений были без наёмных работников. В сфере услуг, торговли и транспорта имелось 9 учреждений (из них два — в сфере торговли и ремонта автомобилей) без наёмных работников. В сфере государственных и муниципальных служб было одно учреждение с 2 наёмными работниками. Также имелось одно учреждение без наёмных работников в строительстве.
В 2019 году в коммуне работали 27 человек. Крупных предприятий в коммуне нет. По состоянию на конец 2020 года, кроме индивидуальных предпринимателей, имелось два микропредприятия в сумме с 3 наёмными работниками в сельском хозяйстве, а также одно микропредприятие с одним наёмным работником в строительстве.

## Политика
Пост мэра с 2020 года занимает Серж Готтран (Serge Gotterand), до этого с 2008 года его занимал Луи Теллье (Louis Thellier). В муниципальный совет входит 11 депутатов, включая мэра. В 2020 году они были выбраны в первом туре из 15 кандидатов.

## Демография[5]
| Год  | Численность | Численность   |
| ---- | ----------- | ------------- |
| 1793 | 555         | [ 9 ]         |
| 1800 | 450         | [ 9 ]         |
| 1806 | 547         | [ 9 ]         |
| 1821 | 551         | [ 9 ]         |
| 1831 | 526         | [ 9 ]         |
| 1836 | 501         | [ 9 ]         |
| 1841 | 515         | [ 9 ]         |
| 1846 | 532         | [ 9 ]         |
| 1851 | 529         | [ 9 ]         |
| 1856 | 525         | [ 9 ]         |
| 1861 | 540         | [ 9 ]         |
| 1866 | 505         | [ 9 ]         |
| 1872 | 493         | [ 9 ]         |
| 1876 | 457         | [ 9 ]         |
| 1881 | 461         | [ 9 ]         |
| 1886 | 465         | [ 9 ]         |
| 1891 | 478         | [ 9 ]         |
| 1896 | 459         | [ 9 ]         |
| 1901 | 421         | [ 9 ]         |
| 1906 | 411         | [ 9 ]         |
| 1911 | 393         | [ 9 ]         |
| 1921 | 360         | [ 9 ]         |
| 1926 | 349         | [ 9 ]         |
| 1931 | 319         | [ 9 ]         |
| 1936 | 355         | [ 9 ]         |
| 1946 | 359         | [ 9 ]         |
| 1954 | 346         | [ 9 ]         |
| 1962 | 339         | [ 9 ]         |
| 1968 | 304         | [ 9 ]         |
| 1975 | 315         | [ 9 ]         |
| 1982 | 278         | [ 9 ]         |
| 1990 | 224         | [ 9 ]         |
| 1999 | 265         | [ 9 ]         |
| 2006 | 252         | [ 10 ]        |
| 2007 | 258         | [ 11 ]        |
| 2008 | 265         | [ 12 ]        |
| 2009 | 272         | [ 13 ]        |
| 2010 | 276         | [ 14 ]        |
| 2011 | 279         | [ 15 ]        |
| 2012 | 279         | [ 16 ]        |
| 2013 | 274         |               |
| 2014 | 269         | [ 17 ]        |
| 2015 | 272         | [ 18 ] [ 19 ] |
| 2017 | 262         | [ 20 ]        |
| 2018 | 261         | [ 21 ]        |
| 2019 | 259         | [ 22 ]        |
| 2020 | 257         | [ 23 ]        |
| 2021 | 258         | [ 24 ]        |
| 2022 | 253         | [ 25 ]        |

В 2019 году в коммуне проживало 259 человек (130 мужчин и 129 женщин), 53,5 % из 226 человек в возрасте от 15 лет состояли в браке, 20,8 % — никогда не состояли в браке или сожительстве.
| Мужчин | Возраст | Женщин |
| ------ | ------- | ------ |
| 1      | 90+     | 1      |
| 10     | 75—89   | 10     |
| 24     | 60—74   | 28     |
| 36     | 45—59   | 34     |
| 18     | 30—44   | 17     |
| 21     | 15—29   | 26     |
| 20     | 0—14    | 13     |

С 2013 по 2019 год средняя ежегодная убыль населения составляла 0,9 % (естественный прирост — 0,6 %, миграционная убыль — 1,6 %). Средний уровень рождаемости составлял 13,7 ‰, а уровень смертности — 7,5 ‰.
В коммуне 151 частный дом, из них 114 основных (первых) домов, 29 являлись вторым (запасным) домом и 8 пустовали. На каждый первый дом приходилось в среднем 2,27 человека. Из 114 первых домов 76 находились в собственности, 34 арендовались (из них 1 как HLM), а ещё в 4 домах жители проживали бесплатно.
Из первых домов 29 были построены до 1919 года, 20 — между 1919 и 1945 годами, 23 — между 1946 и 1970 годами, 24 — между 1971 и 1990 годами, 10 — между 1991 и 2005 годами, также 8 домов были построены после 2005 года. Среднее количество комнат в первых домах — 5,1. 80 первых домов имели отопление, в том числе 15 — электрическое.
Из 114 домохозяйств 105 имели автомобили, в том числе 55 — один автомобиль, 50 — два или более автомобиля.
Количество учащихся составляло 40 человек. Ближайшие детский сад и начальная школа располагаются в соседней коммуне Галамец.
Из 209 закончивших обучение 20,1 % не имели образования или окончили начальную школу, 3,3 % окончили коллеж, 32,1 % имели среднее или среднее профессиональное образование, 25,4 % окончили лицей, 15,3 % имели неоконченное высшее образование и 3,8 % были бакалаврами.